# Piramidalni akordi
Piramidalni akordi so akordi, katerih zaporedje intervalov je urejeno v različnih proporcih: intervali tovrstnih akordov so lahko urejeni v skupinah glede na konsonančost/disonančnost, glede na sodost/lihost števila poltonov, ki tvorijo interval. Lahko so urejeni po velikosti (od najmanjših intervalov proti največjim ali obratno), lahko pa so zgrajeni s pomočjo zrcaljenja, sestavljeni iz glede na os simetričnih enakih ali pa komplementarnih intervalov (vsota poltonskih vrednosti intervalov na simetričnih okrog osi je enaka oktavi). 
Med piramidalnimi akordi sta najpogosteje obravnavani in v kompozicijah uporabljani dve skupini akordov:
- Simetrični akordi. Intervali simetričnih akordov so razporejeni komplementarno glede na os akorda, vsota njihovih poltonskih vrednosti pa je enaka dvanajstim plotonom. Na primer: struktura c-d-fis-e z intervalnim zaporedjem v2-v3-m7 je simetrični akord, ker sta prvi in zadnji interval komplementarna (v2 + m7 = č8). Za izgradnjo simetričnega akorda je sodost ali lihost števila tonov ali intervalov nepomembna. Tudi celotonski akord c-d-e-fis-gis z intervalnim zaporedjem v2-v2-v2-v2 je simetričen akord. Gledano iz intervalnega zornega kota nima osrednjega intervala, ima pa središčni ton (e). Pri strukturi z lihim številom intervalov lahko določimo osrednji interval, ne pa tudi tona. Zato sredino vertikalne strukture pojmujemo kot os, najsi bo intervalna ali tonska: strukture z lihim številom tonov imajo tonsko os, strukture s sodim številom pa intervalno os. Med najpopularnejše zrcalne akorde spadata Materin in Prababičin akord.

- Zrcalni akordi. Intervali zrcalnih akordov so po svojem poltonskem obsegu urejeni v parih glede na os akorda. Podobno kot pri simetričnih akordih lihost ali sodost števila tonov v akordu določa intervalno oziroma tonsko os. Tudi akord z lihim številom intervalov je lahko zrcalen; v tem primeru morajo biti intervali nanizani zrcalno okrog osrednjega intervala.

### Zrcalno-simetrični akordi, sestavljeni iz enakih intervalov
- Akordi, sestavljeni iz dveh intervalov: 
  - Trizvoki, zgrajeni iz dveh velikih terc (zvečani kvintakord; tretja nanizana v3 rezultira v oktavo, tj. ponovitev osnovnega tona). Njihova  inverzija je akord, sestavljen iz dveh malih sekst.
  - Trizvoki, zgrajeni iz dveh malih sekst. Njihov obrat je akord, sestavljen iz dveh v3.
- Akordi, sestavljeni iz treh intervalov
  - Četverozvoki, zgrajeni iz treh malih terc (zmanjšani septakordi; obseg znotraj ene oktave). Njihova inverzija je akord, sestavljen iz treh velikih sekst.
  - Četverozvoki, zgrajeni iz treh velikih sekst. Obsegajo tri oktave. Njihov obrat je akord, sestavljen iz treh malih terc.
- Akordi, sestavljeni iz petih intervalov
  - Šesttonski akordi, sestavljeni iz petih velikih sekund (predstavljajo celotonsko lestvico; šesti nanizani interval rezultira v oktavo). Njihova  inverzija je akord, sestavljen iz petih malih septim.
  - Šesttonski akordi, sestavljeni iz petih malih septim (obseg petih oktav; šesti nanizani interval rezultira v začetni ton). Njihova inverzija je akord, sestavljen iz petih velikih sekund.
- Akordi, sestavljeni iz enajstih intervalov
  - Dvanajsttonski akordi, sestavljeni iz enajstih malih sekund. Obsegajo eno oktavo, delujejo kot zvočna ploskev in v horizontalnem poteku predstavljajo kromatično lestvico. Njihova  inverzija je akord, sestavljen iz enajstih velikih septim.
  - Dvanajsttonski akordi, sestavljeni iz enajstih čistih kvart. Obsegajo pet oktav in predstavljajo kvartni krog. Njihova  inverzija je akord, sestavljen iz enajstih čistih kvint (kvintni krog).
  - Dvanajsttonski akordi, sestavljeni iz enajstih čistih kvint. Obsegajo sedem oktav in predstavljajo kvintni krog. Njihova  inverzija je akord, sestavljen iz enajstih čistih kvart (kvartni krog).
  - Dvanajsttonski akordi, sestavljeni iz enajstih velikih septim. Obsegajo enajst oktav in presegajo naše slušno področje. Njihova inverzija je akord, sestavljen iz enajstih malih sekund.